# País imaginario

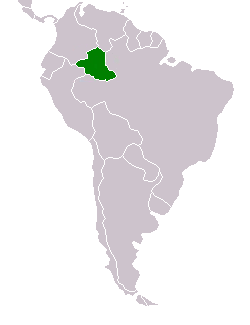
Mapa de Sudamérica con el país imaginario de Palombia.

Los países imaginarios o naciones oníricas son el fruto de la imaginación de diversas personas —principalmente escritores y artistas— que en sus obras crearon naciones ficticias. Países imaginarios aparecen en la literatura, el cine y en los videojuegos.

## Países en el arte
Los países imaginarios aparecen habitualmente en la ciencia ficción. Tales «países» supuestamente forman parte de la Tierra, aunque no son localizables en los atlas habituales. También hay países imaginarios en otros planetas e, incluso, en planetas ficticios. Generalmente, esas naciones tienen rasgos que las identifican con naciones existentes, pero, para evitar problemas por nombrarlas, simplemente las insinúan.
El protagonista de Los viajes de Gulliver de Jonathan Swift visitaba varios lugares extraños. Edgar Rice Burroughs ubicó las aventuras de Tarzán en áreas de África que, en esa época, eran desconocidas. Las historias de superhéroes, de agentes secretos y las películas de suspenso suelen usar países imaginarios como telón de fondo. Muchos solo existen en una sola obra, aunque hay excepciones como Latveria, una nación ficticia creada por Stan Lee y Jack Kirby en la serie de historietas Los 4 Fantásticos, o Qurac y Bialya de DC Comics.

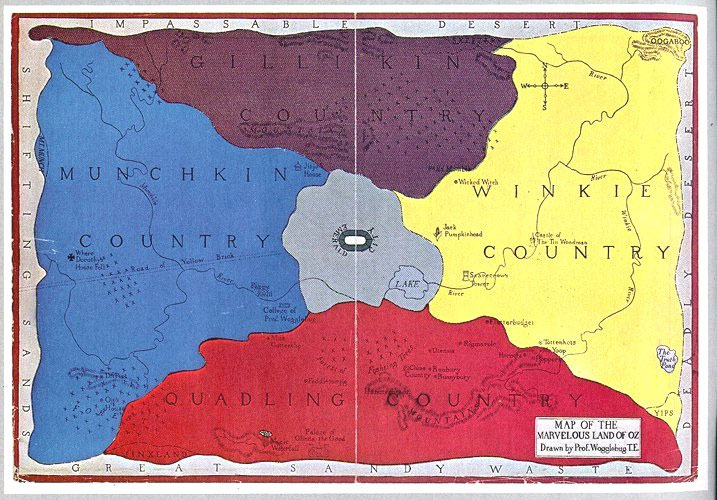
Mapa de Tierra de Oz, país imaginario del libro El maravilloso Mago de Oz.

Uno de los ejemplos más conocidos de país imaginario es el de Tomás Moro que, en su libro Utopía, creó y describió su propia nación imaginaria. Otro ejemplo famoso es el de George Orwell, que en su novela 1984 describió un mundo dividido en tres superpotencias, «Eurasia», «Estasia» y «Oceanía», donde imperarían, respectivamente, el neobolchevismo, la «adoración de la muerte» y el ingsoc, acrónimo inglés para «socialismo inglés». Eurasia comprendería Rusia y Europa (excepto el Reino Unido). Estasia comprendería China, Japón y Corea. Oceanía comprendería el Reino Unido, América, Australia, Nueva Zelanda y Sudáfrica. Luego habría diversas zonas del mundo que estarían siendo disputadas entre las diversas superpotencias.
Los países imaginarios son comunes en el género literario conocido como «novela de dictadores», en las cuales el protagonista suele ser un dictador que gobierna un país imaginario en una época imprecisa. Por ejemplo, Río Transparente que nombra en diversos relatos y estaría ubicado en la Patagonia y gobernado por una malvada tirana o en Yo el supremo de Augusto Roa Bastos el dictador gobernaba un país de analfabetos dictando infinitas circulares, órdenes y recomendaciones.
Un ejemplo cinematográfico es la película Bananas de Woody Allen en el cual el personaje Fielding Mellish visita la isla San Marcos y se involucra en la revolución que allí se lleva a cabo contra el dictador fascista. Mellish termina siendo el presidente de San Marcos.

## Países en juegos
También existen países imaginarios en los juegos de estrategias, ya sea en juegos tradicionales de mesa o en videojuegos. Ejemplos de juegos de mesa que utilizan países imaginarios son el Risk, el TEG, el Warhammer o el Warhammer 40.000, también el reino de Hyrule de The legend of Zelda. También se utilizan países imaginarios en ejercicios o programas de estrategia empresarial o negociación. Algunas empresas han desarrollado softwares de entrenamiento con países imaginarios, como los Bourse Games o Treasury Games.

## Países técnicos
Los países imaginarios también pueden ser usados por razones técnicas en la realidad para el desarrollo de especificaciones, como en el caso del «país imaginario de Bookland», que es usado por el European Article Number para los códigos 978 y 979 de ISBN asignados a libros y para el código 977 de ISSN asignado a revistas y periódicos. También la Organización Internacional para la Estandarización utiliza el código de país imaginario «ZZ» para los Estados clasificados ISO 3166-1, no miembros de la ISO.

Mapa de la isla imaginaria de Sodor usada en serie infantil animada británica Thomas y sus amigos.

## Países para sondeos de opinión
Algunos países imaginarios fueron creados con el fin exclusivo de realizar estudios de opinión pública. En abril de 2004 se realizó una encuesta en Gran Bretaña donde el 10% de los encuestados manifestó que el país imaginario de Luvania pronto se uniría a la Unión Europea. 
Algo similar ocurrió en Hungría en marzo de 2007, cuando dos tercios de los encuestados se pronunció en contra de dar asilo a los inmigrantes del país imaginario de Piresa.

### Micronaciones
Los países imaginarios son una categoría diferente a la de las llamadas micronaciones. Estas son países ficticios o proyectos de países nuevos. En general, son entidades que tienen apariencia de nación o estado independiente, pero son realidad solo para sus miembros o creadores. Suelen tener o decir tener pretensiones de soberanía.